# セー (オルヌ県)
セー（Sées）は、フランス、ノルマンディー地域圏、オルヌ県のコミューン。カトリックのセー司教座が置かれている。

## 地理
セーはカンパーニュ・ダランソン地方に位置し、アランソンの北23km、アルジャンタンの南東22kmのところにある。町はオルヌ川水源から数kmしか離れておらず、エクーヴの森に近い。

### 交通
- ローマ街道上にあったセーは、ローマ帝国時代と中世にかなり発展した（そのためにカトリック司教座となった）。
- 町には地方鉄道が提供するセー駅がある[1]。
- 町には、A28（ルーアンおよびトゥールをつなぐ）と、A88（セーとカーンをつなぐ）が通っている。

## 由来
セーの名は、ラテン語の (civitas) Sagiensis 「サジイ族の町」からきている。サジイ族（fr）とは、ケルト系の部族で、当時セーを本拠地としていた。やがて子音弱化で母音に挟まれた g が消えて Saiensis となった。-ensi はサジイ族の民族名称からの派生語で、3世紀以降言及されるのみである。18世紀まで、地名のスペルは Séez であった。この名称は、カトリック教会におけるセー司教座（diocèse de Séez）などで用いられる。現在公式のスペルとなっている Sées は、イタリア遠征後にナポレオン・ボナパルトが制定した。サヴォワ県にある同名のコミューン、セー（Séez）と区別するためである。

## 歴史
1590年代初頭、アンリ・ド・ナヴァール（のちのフランス王アンリ4世）によってセーは攻略された。
1858年2月1日に鉄道路線が開通し、西部鉄道のセー駅がつくられた。
多くの修道院があるセーでは、ノルマンディーの戦いにおいて中立の病院として利用された。戦略的に利用される鉄道が原因となって、近隣の町（アルジャンタン）が避けられたからである。

## 人口統計
| 1962年 | 1968年 | 1975年 | 1982年 | 1990年 | 1999年 | 2006年 | 2011年 |
| ------ | ------ | ------ | ------ | ------ | ------ | ------ | ------ |
| 4137   | 4347   | 4706   | 4767   | 4547   | 4504   | 4508   | 4377   |

参照元:1999年までEHESS、2004年以降INSEE

## 史跡
- サン・マルタン修道院 - 12世紀から13世紀に建てられたベネディクト会派修道院
- イマキュレ・コンセプション聖堂 - セー司教座に属するバシリカ。
- ノートルダム聖堂 - 13世紀ゴシック様式
- グラン・セミネール - 神学校。トリエント・ミサが行われる

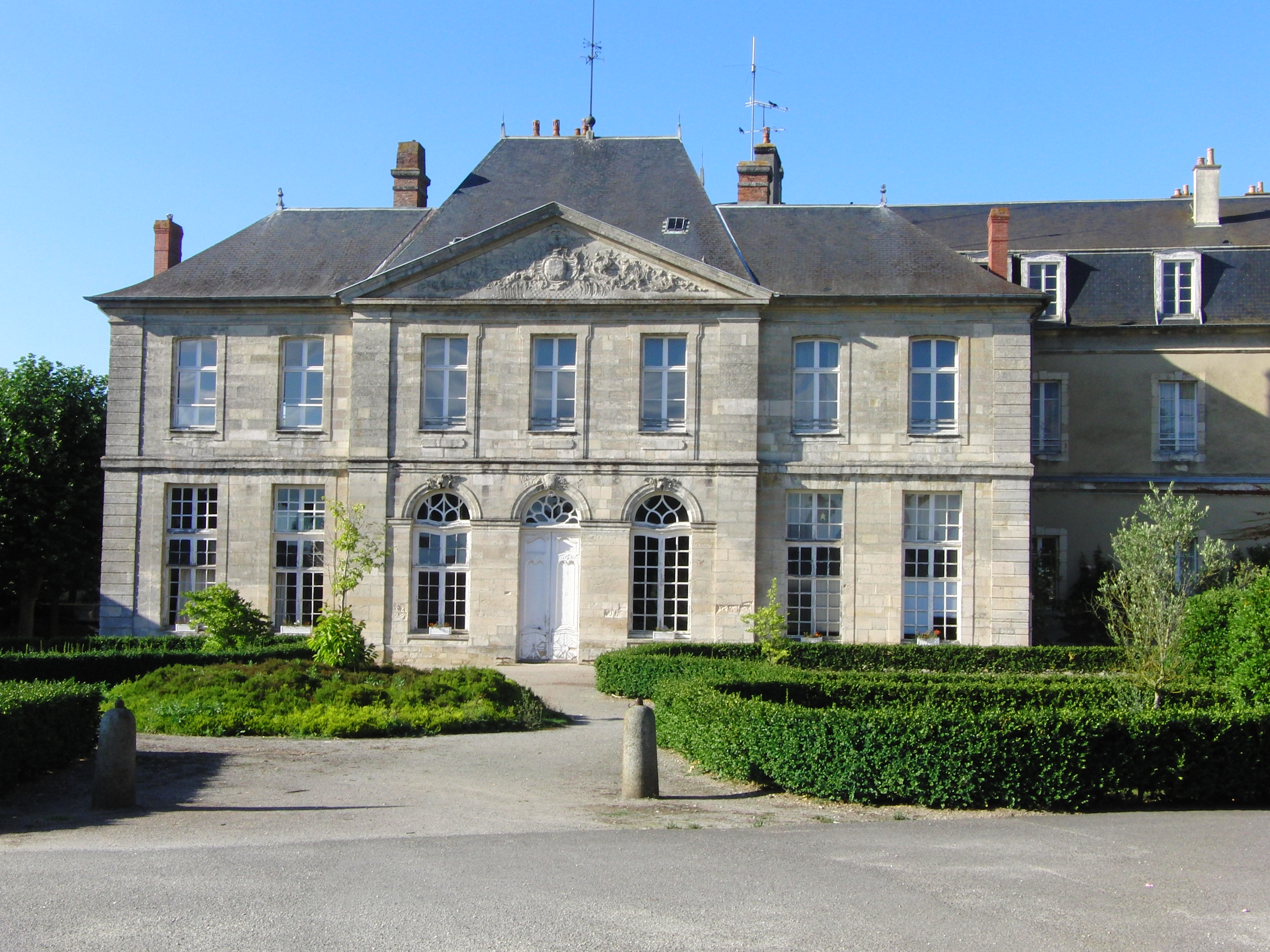
サン・マルタン修道院
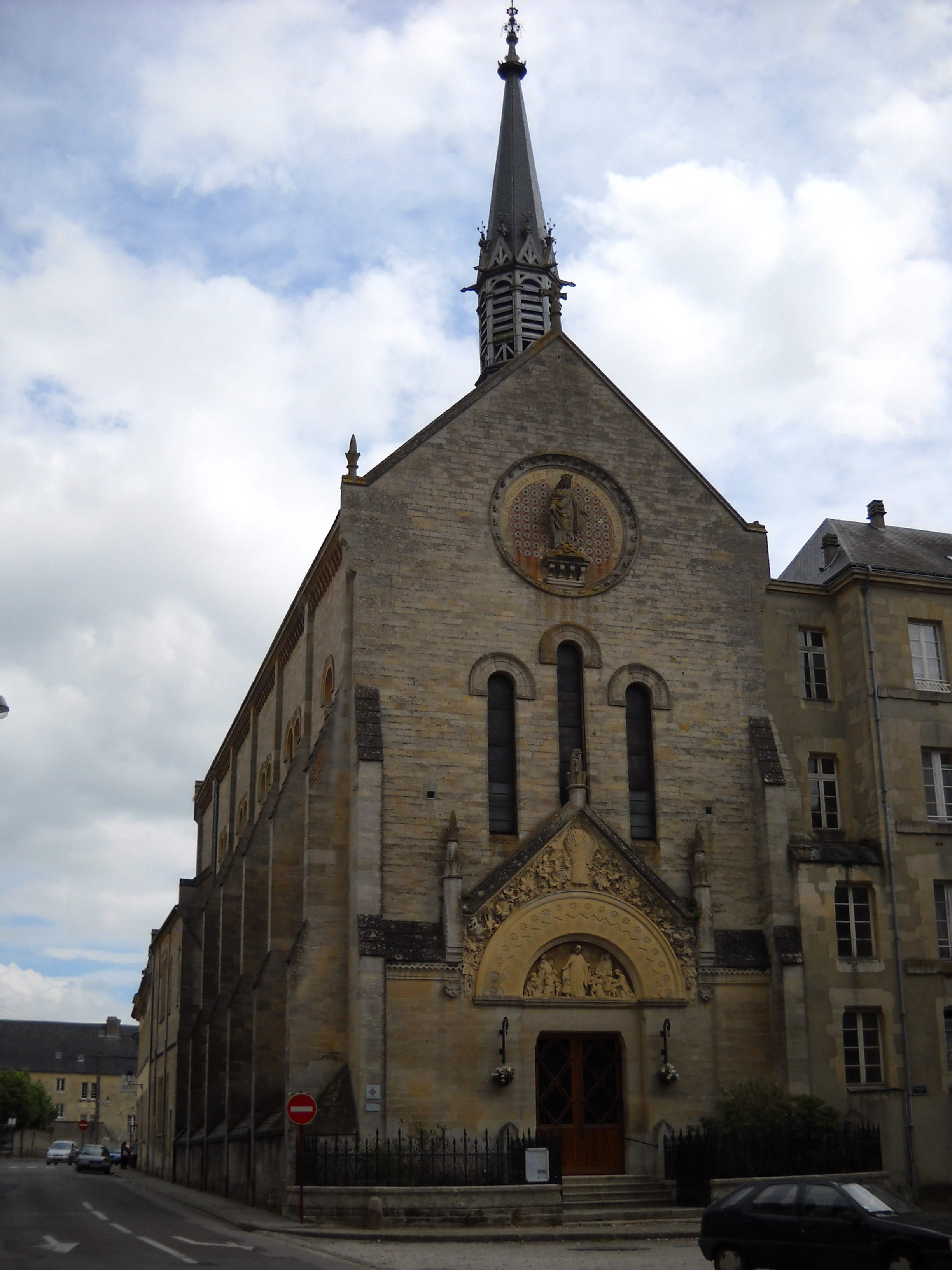
イマキュレ・コンセプション聖堂
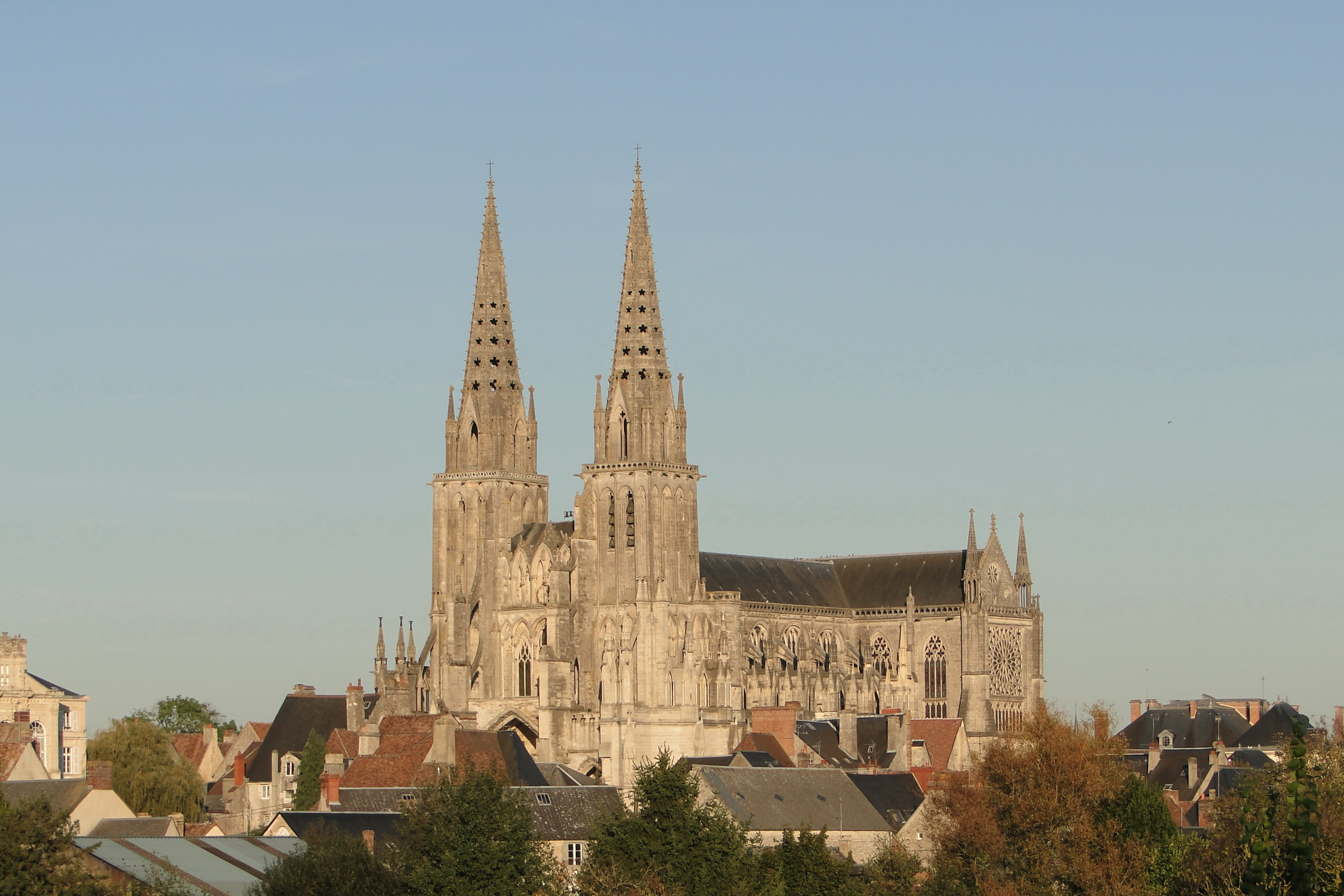
ノートルダム聖堂
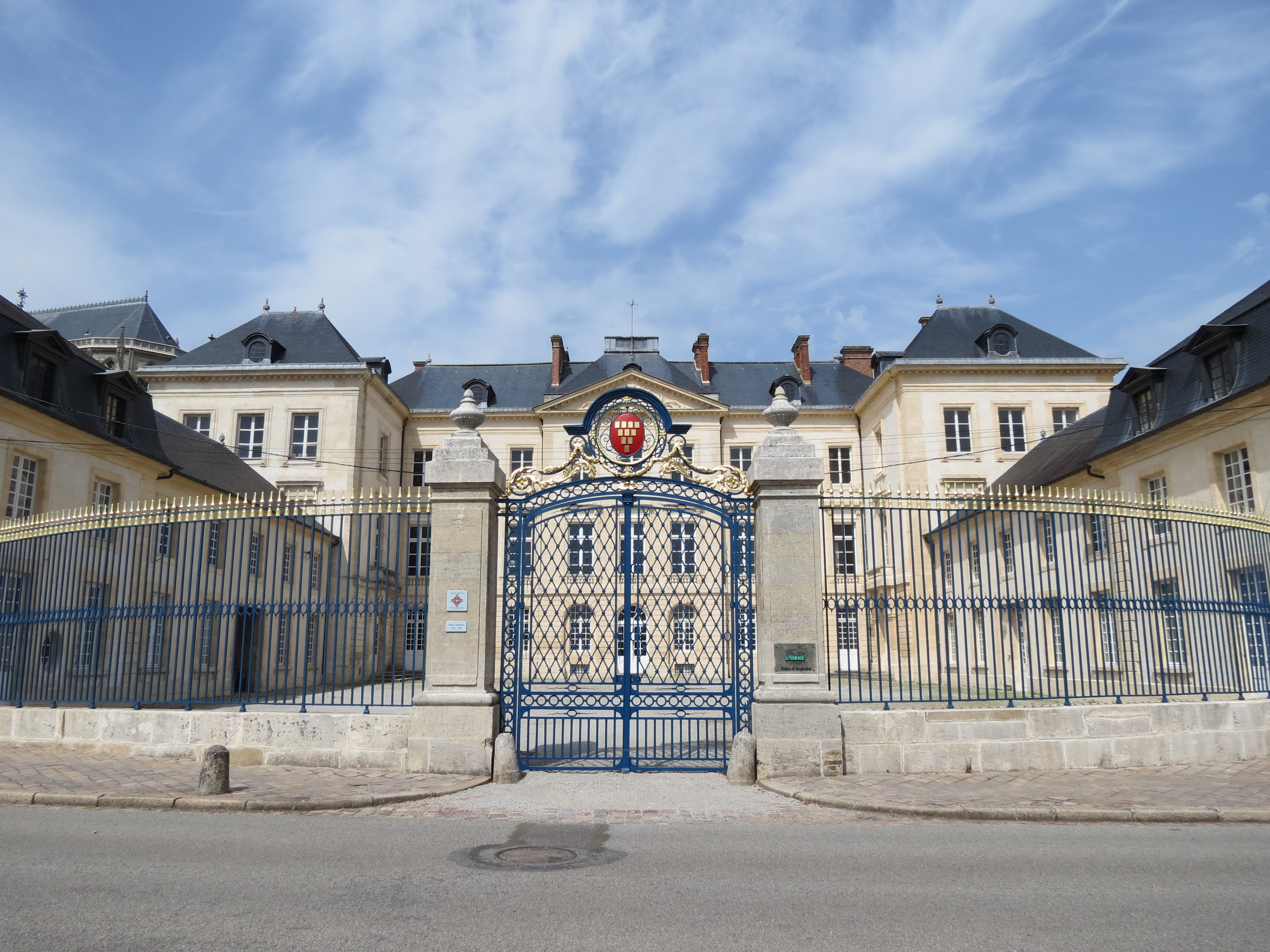
パレ・ダルジャントレ